# The Wayans Bros.
The Wayans Bros. fue una serie de televisión de comedia de situación estadounidense que se emitió en The WB desde el 11 de enero de 1995 hasta el 20 de mayo de 1999. La serie era protagonizada por los hermanos Shawn y Marlon Wayans, y, desde la segunda temporada en adelante, también por John Witherspoon y Anna Maria Horsford.

## Premisa
Shawn y Marlon Williams (Shawn Wayans y Marlon Wayans) son hermanos que viven en un apartamento en la calle 117 en Harlem. Shawn es dueño de un puesto de periódicos local, donde él y su hermano Marlon trabajan a diario.
En la segunda temporada del programa (en 1995), el quiosco y Pops' Joint, el restaurante propiedad de su padre, John "Pops" Williams (John Witherspoon) se trasladaron al centro del edificio ficticio Neidermeyer, en el Rockefeller Center, donde Dee Baxter (Anna Maria Horsford) trabaja como guardia de seguridad.

### Cambios en la segunda temporada
- La exnovia de Shawn, Lisa Saunders (Lela Rochon), no regresó durante el resto de la serie.
- Monique (Paula Jai Parker), una vendedora local y el interés amoroso de Marlon, no regresó después del undécimo episodio. Parker apareció por primera vez como un interés amoroso de Marlon en el episodio de la temporada 1 "Pulp Marlon", como estrella invitada.
- Lou (Jill Tasker), la exguardia de seguridad, se fue después del séptimo episodio y fue reemplazada por Dee Baxter.
- White Mike (Mitch Mullany), el vecino blanco del gueto de Shawn y Marlon, apareció en seis episodios de la temporada 2. Estaba programado para aparecer como un personaje recurrente durante el resto de la serie. Pero el actor Mitch Mullany acabó consiguiendo su propio programa Nick Freno: Licensed Teacher .
- Shawn trabajó anteriormente para APS, sin embargo, en la temporada 2, trabaja en su puesto de periódicos.
- Marlon estaba trabajando con Pops en el restaurante, pero en la temporada 2, trabajó en el puesto de periódicos con Shawn.
- Pops' Joint era un restaurante independiente y contrató a Marlon y Benny, el cocinero, durante la temporada 1. Sin embargo, en la temporada 2, el restaurante se trasladó al edificio Neidermeyer, en el Rockefeller Center . También reveló que Pops' Joint fue un hito histórico para los líderes y activistas del Movimiento por los Derechos Civiles de la nación.

## Elenco

### Principal
- Shawn Wayans como Shawn Williams, un joven soltero mujeriego, elegante y responsable y hermano mayor de Marlon. Él es dueño de su propio puesto de periódicos local.
- Marlon Wayans como Marlon Williams, el hermano menor tonto, inmaduro, loco por el sexo, antihigiénico y perezoso de Shawn que también trabaja en el quiosco.
- John Witherspoon como John "Pops" Williams, el disfuncional padre de mal gusto de Shawn y Marlon que es dueño de su famoso restaurante local justo al lado del quiosco de Shawn y Marlon.
- Anna Maria Horsford como Deirdre "Dee" Baxter (temporadas 2-5), la dura guardia de seguridad y amiga cercana de Shawn, Marlon y Pops
- Lela Rochon como Lisa Saunders (temporada 1)
- Paula Jai Parker como Monique (temporada 2, episodios 1-11)
- Jill Tasker como Lou Malino (temporada 2, episodios 1 a 7)

## Producción
The Wayans Bros. fue la primera de las cuatro comedias de situación que se transmitieron como parte de la programación original de dos horas de los miércoles por la noche que ayudó a lanzar la cadena (junto con Unhappily Ever After, The Parent 'Hood y Muscle de corta duración). Mientras estaba en desarrollo, inicialmente se suponía que el título provisional de la serie era Brother to Brother, antes de que el nombre de la serie cambiara a The Wayans Bros. 

La serie se canceló en 1999 debido a la disminución de los índices de audiencia y no se le dio un final adecuado.
Si bien la serie al menos no terminó en un final de suspenso, en la película Scary Movie (2000), el personaje de Shawn Wayans dice: "Y The Wayans Bros. fue un buen espectáculo, hombre. Fue un espectáculo increíble, y ni siquiera obtuvimos un episodio final".

## Tema musical y secuencia de apertura
El título de apertura oficial del programa comenzó con Shawn y Marlon en los escalones de un edificio de apartamentos de piedra rojiza, vistiendo afros y vistiendo atuendos de la década de 1970, moviéndose al ritmo de una pieza musical satírica que se supone que tiene una sensación de tema de comedia de situación "urbana" al estilo de la década de 1970. Marlon golpea con fuerza la cámara y luego pasa a "la apertura real" de The Wayans Bros.
Luego, la escena los muestra con su ropa normal y tratando de ayudar a una anciana que es atropellada por un autobús. Luego, la cámara muestra a los hermanos dentro del autobús con el título del programa debajo de ellos. La parte de la "segunda mitad" del tema principal de The Wayans Bros. se cambió dos veces a lo largo de sus cuatro años (1995-1999) . En las dos primeras temporadas, el tema principal del programa fue "Electric Relaxation" de A Tribe Called Quest .
En la tercera temporada, el tema principal cambió a un ritmo de hip hop de cuatro segundos. En las últimas dos temporadas, el tema principal del programa se cambió nuevamente a un ritmo instrumental de hip hop regular (que fue producido por Wayans Bros. & Omar Epps ).

## Sindicación
Warner Bros. Distribución de Televisión Nacional maneja la distribución de sindicación de la serie. En septiembre de 1999, después de que The WB cancelara la serie, la serie comenzó a transmitirse fuera de la red en todo el país.

La portada del DVD de la primera temporada de The Wayans Bros.

Al mismo tiempo, la superestación de cable nacional WGN con sede en Chicago comenzó a transmitir reposiciones de la serie, transmitiendo la serie hasta 2002 (cuando también terminó su transmisión sindicada); WGN (tanto la transmisión local de Chicago como la transmisión de la superestación nacional) transmitió The Wayans Bros. en su primera tanda de 1995 a 1999, cuando WGN (cuya transmisión local de Chicago era una afiliada de la red) transmitió la programación de WB a nivel nacional para que The WB estuviera disponible. a mercados donde no existía una filial local (The Wayans Bros. es una de las tres series de WB que se emitieron en WGN tanto en forma de primera ejecución como de sindicación; The Parent 'Hood, 7th Heaven y Sister, Sister son las otras).
En 2006, las reposiciones comenzaron a transmitirse en BET, después de una ausencia de cuatro años, donde estuvo al aire hasta 2007. En 2007, las reposiciones de la serie se emitieron en Ion Television, donde estuvo al aire hasta 2008. Desde entonces, varias redes de Viacom, incluidas MTV2, VH1 y BET Her, han transmitido la serie en rotación continua. A partir de 2021, las cinco temporadas del programa se transmiten en HBO Max y BET+ .